# Delias sigit
Delias sigit is een vlindersoort uit de familie van de Pieridae (witjes), onderfamilie Pierinae.
Delias sigit werd in 1990 beschreven door van Mastrigt.